# Инма Куеста
Инма Куеста (шп. Inma Cuesta; Валенсија, 25. јун 1980) је шпанска глумица.

## Филмографија
- Снежана (2012)
- Јулија (2016)